# (1516) Henry
(1516) Henry est un astéroïde de la ceinture principale.

## Description
(1516) Henry est un astéroïde de la ceinture principale. Il fut découvert par André Patry le 28 janvier 1938 à Nice. Il présente une orbite caractérisée par un demi-grand axe de 2,622 UA, une excentricité de 0,184 et une inclinaison de 8,74° par rapport à l'écliptique.
Il fut nommé en hommage à Paul-Pierre et Prosper-Mathieu Henry, astronomes français.

## Compléments